# Canadian Pacific (film, 1949)
Pour les articles homonymes, voir Canadian Pacific.
Canadian Pacific est un western américain réalisé par Edwin L. Marin et sorti en 1949. Il a été tourné en Cinecolor (en) dans les montagnes rocheuses canadiennes.

## Synopsis
L'action se déroule dans le contexte de la construction du réseau de la compagnie ferroviaire du Canadien Pacifique.

## Fiche technique
- Réalisation : Edwin L. Marin
- Scénario : Jack DeWitt, Kenneth Gamet
- Production : Nat Holt Productions
- Distribution : 20th Century Fox
- Photographie : Fred Jackman Jr.
- Musique : Dimitri Tiomkin
- Montage : Philip Martin
- Durée : 95 minutes
- Date de sortie : 19 mai 1949

## Distribution
- Randolph Scott : Tom Andrews
- Jane Wyatt : Dr Edith Cabot
- J. Carrol Naish : Dynamite Dawson
- Victor Jory : Dirk Rourke
- Nancy Olson : Cecille Gautier

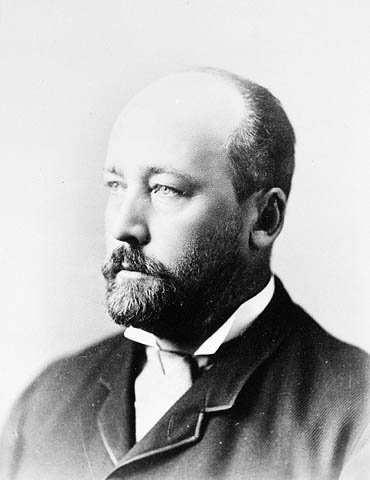
Cornelius Van Horne, pionniers du transport ferroviaire nord-américain.

- Robert Barrat : Cornelius Van Horne
- Walter Sande : Mike Brannigan
- Grandon Rhodes : Dr Mason
- Don Haggerty : Cagle
- John Parrish : M. Gautier
- Mary Kent : Mme Gautier
- John Hamilton : Pere Lacombe
- Howard Negley : Mallis
- Dick Wessel : Bailey

## Critiques
Le film est considéré comme une « imitation essoufflée » du film Pacific Express de Cecil B. DeMille (1939).